# Karabijn

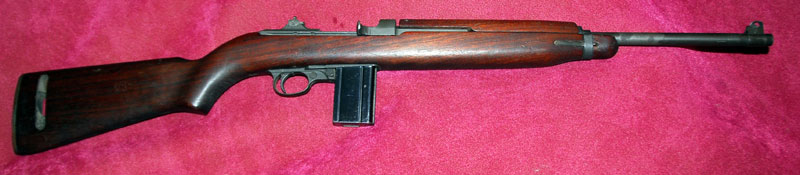
M1 Carbine karabijn

Een karabijn is een geweer met ingekorte loop en soms ook een ingekorte schoudersteun.
Het wapen is ontstaan bij de cavalerie omdat een musket te paard niet hanteerbaar was. Gezien de matige kwaliteit van de toenmalige pistolen werd van ingekorte musketten gebruik gemaakt.
Tijdens de Eerste Wereldoorlog bleek dat lange en relatief zware geweren voor de infanterie bij gevechten in krappe ruimtes niet praktisch waren. De parachutistendivisies die tijdens het interbellum werden opgericht verlangden ook een licht, maar toch precies wapen. Door de grote lengte was een geweer niet gemakkelijk mee te nemen in een transportvliegtuig, een karabijn was hiervoor beter geschikt. Ook bij het onderdeks inspecteren van schepen maakt men liever gebruik van karabijnen.
Bij de Nederlandse rijks- en gemeentepolitie waren na de Tweede Wereldoorlog tot in de jaren 80 karabijnen beschikbaar voor gebruik in bijzondere omstandigheden. Naast kogels konden er ook traangasgranaten mee worden afgevuurd.
Voorbeelden van karabijnen zijn de M4A1 Carbine, M1 Carbine, Steyr-Mannlicher M1895 en de Colt Commando.